# Bahnhöfe in Portland (Maine)
Portland, die größte Stadt des Bundesstaats Maine, besitzt mehrere Personen- und Güterbahnhöfe.

## Geschichte
Der erste Bahnhof wurde am 21. November 1842 an der Canal Street, später Commercial Street im Süden der Stadt durch die Portland, Saco and Portsmouth Railroad (PS&P) eröffnet. Die Bahn überquerte auf einer hölzernen Jochbrücke den Fore River, an dessen nördlichem Ufer der Bahnhof lag. Die Atlantic and St. Lawrence Railroad (ab 1848 an der India Street) und die York and Cumberland Railroad of Maine (ab 1851 an der Preble Street) bauten eigene Endbahnhöfe im Osten bzw. Norden der Stadt. Während die PS&P und die York&Cumberland ihre Strecken in Normalspur (1435 mm) gebaut hatten, hatte die Atlantic&St. Lawrence die Kolonialspur (1676 mm) gewählt.
Die erste Verbindungsstrecke zwischen den Endbahnhöfen der York&Cumberland und der PS&P wurde 1851 durch die Portland and Kennebec Railroad (P&K) eröffnet, deren Reisezüge jedoch zunächst im York&Cumberland-Bahnhof endeten. Schon 1861 wurde diese Strecke stillgelegt und durch eine Verlängerung der P&K-Strecke von Deering Junction südwärts zur Commercial Street ersetzt. Erst ab etwa 1875 befuhren auch Personenzüge diese Strecke. Aufgrund der unterschiedlichen Spurweite der Atlantic&St. Lawrence, die inzwischen in der Grand Trunk Railway aufgegangen war, gab es jedoch keine Verbindungen vom Bahnhof India Street zu anderen Bahnhöfen.
Ab 1869 fuhren die Züge der Portland and Ogdensburg Railway in Richtung White Mountains. Die Boston and Maine Railroad stellte 1873 ihre eigene Strecke nach Portland fertig. Die Züge beider Gesellschaften endeten ebenfalls im Bahnhof Commercial Street. 1874 spurte die Grand Trunk ihre Hauptstrecke um und endlich konnten Verbindungsgleise zu anderen Bahnen gebaut werden. Noch im gleichen Jahr verlängerte die ehemalige York&Cumberland, die mittlerweile Portland and Rochester Railroad (P&R) hieß, ihre Bahn entlang der Back Cove, einer Meeresbucht, bis zur Grand-Trunk-Strecke.
Somit bedienten nunmehr sechs Bahngesellschaften die Stadt Portland und benutzten dabei drei verschiedene Personenbahnhöfe. Das immer höher werdende Verkehrsaufkommen führte 1887 schließlich zur Gründung der Portland Union Station Railroad Company, die die Strecken im Stadtgebiet übernehmen sollte und einen neuen Hauptbahnhof, die Portland Union Station, bauen sollte. 1888 wurde der neue Bahnhof eröffnet. Er befand sich an der St. John Street an der Strecke der inzwischen zur Maine Central Railroad gehörenden Portland&Kennebec. Die Züge der Grand Trunk Railway endeten jedoch weiterhin an der India Street. Die übrigen Bahngesellschaften ließen ihre Züge in den neuen Hauptbahnhof einfahren, die Portland&Rochester erst ab 1891. Die Portland Union Station Railroad Company übernahm dabei alle im Stadtgebiet von Portland liegenden Eisenbahnstrecken von ihren jeweiligen Vorbesitzern. Die Bahnhöfe an der Commercial Street und an der Preble Street wurden zu Güterbahnhöfen umgebaut.
Etwa 1916 legte die Boston and Maine Railroad, die inzwischen die PS&P und die P&R aufgekauft hatte, die alte Jochbrücke über den Fore River still. Die Güterzüge, die die alte PS&P-Hauptstrecke befuhren, bogen nun südlich von Portland auf die dort kreuzende Boston&Maine-Hauptstrecke ab. 1926 endete der lokale Personenverkehr auf der alten PS&P-Strecke, nur noch Expresszüge befuhren die Strecke bis zu ihrer Stilllegung im November 1944. Auf der ehemaligen P&R-Strecke fuhren 1932 die letzten Personenzüge, der Güterverkehr wurde allerdings noch bis 1961 aufrechterhalten. 1958 endete der Personenverkehr in Richtung der White Mountains, 1960 auf der Maine Central Railroad, 1965 in Richtung Boston und 1967 schließlich auf der ehemaligen Grand Trunk Railroad, inzwischen Canadian National Railway. Das Bahnhofsgebäude der Union Station fiel schon 1961 der Abrissbirne zum Opfer, 1966 ereilte den Bahnhof India Street das gleiche Schicksal.
Nachdem im Januar 1984 die Brücke der ehemaligen Grand-Trunk-Strecke über die Back Cove abgebrannt war, legte man die Strecke vom Güterbahnhof Commercial Street bis zum Güterbahnhof East Deering still. Auf dem Bahnhofsgelände des früheren Bahnhofs India Street residiert seit 1993 das Maine Narrow Gauge Railroad Museum, das auf der Trasse der Grand-Trunk-Strecke eine Museumsbahn in der Spurweite von 610 Millimetern gebaut hat.
Von 1993 bis 1997 verkehrte ab dem Grand-Trunk-Güterbahnhof East Deering, wo eigens ein Bahnsteig gebaut wurde, ein nur im Winter verkehrender Ski-Express nach Bethel. Regulären Personenverkehr gibt es in Portland erst seit 15. Dezember 2001 wieder. Seit diesem Tag verkehrt mehrmals täglich der Downeaster der Amtrak nach Boston. Der Endbahnhof wurde neu gebaut und befindet sich an der ehemaligen Portland&Ogdensburg-Strecke in Höhe Thompsons Point Road.

## Liste der Personenbahnhöfe
| Bezeichnung/Lage                                      | Eröffnung         | Personenverkehr bis | Stilllegung | Bahngesellschaften | heutige Nutzung                                    |
| ----------------------------------------------------- | ----------------- | ------------------- | ----------- | --- | -------------------------------------------------- |
| Commercial Street (früher Canal Street)               | 21. November 1842 | 1894                | in Betrieb  | 1842–1900: PS&P 1861–1874: P&K 1869–1888: P&O 1871–1981: MEC 1873–1983: B&M 1888–1983: PTC 1981–2006: Guilford Tr. seit 2006: PAR | Güterbahnhof                                       |
| Deering Junction (früher Westbrook)                   | 8. Februar 1851   | 1960                | in Betrieb  | 1851–1865: Y&C 1851–1874: P&K 1865–1900: P&R 1871–1981: MEC 1888–1983: PTC 1981–2006: Guilford Tr. seit 2006: PAR                 | Güterbahnhof                                       |
| East Deering                                          | 20. Juli 1848     | 1997                | in Betrieb  | 1848–1853: A&SL 1853–1923: GTR 1888–1983: PTC 1923–1989: CN seit 1989: SLR                                                        | Güterbahnhof                                       |
| India Street                                          | 20. Juli 1848     | 1967                | 1984        | 1848–1853: A&SL 1853–1923: GTR 1888–1983: PTC 1923–1984: CN seit 1993: MNGRM                                                      | Eisenbahnmuseum                                    |
| Preble Street                                         | 8. Februar 1851   | 1891                | ca. 2000    | 1851–1865: Y&C 1851–1874: P&K 1865–1900: P&R 1871–1875: MEC 1888–1983: PTC 1900–1983: B&M 1983–2000: Guilford Tr.                 | stillgelegt                                        |
| Portland Transportation Center (Thompsons Point Road) | 15. Dezember 2001 | in Betrieb          | in Betrieb  | seit 2001: Amtrak | Personenbahnhof                                    |
| Union Station (St. John Street)                       | 1888              | 1965                | 1965        | 1888–1900: PS&P 1888–1960: MEC 1888–1965: B&M 1888–1965: PTC 1891–1900: P&R                                                       | keine Betriebsstelle mehr, Strecke noch in Betrieb |
| Woodfords (Bedarfshaltepunkt) (P&K)                   | 1861              | 1960                | 1960        | 1861–1874: P&K 1871–1960: MEC | keine Betriebsstelle mehr, Strecke noch in Betrieb |
| Woodfords (P&R)                                       | 1851              | 1911                | 1911        | 1851–1900: P&R 1900–1911: MEC | stillgelegt                                        |

## Anhang